# Простір літер (фестиваль)
Фестиваль «Простір літер» — міжнародний фестиваль каліграфії, шрифтового та книжкового дизайну в Україні.
Заснований 2016 року шрифтовим дизайнером Кирилом Ткачовим. Проводиться в Луцьку у вигляді серії подій з доповідями та презентаціями українських та іноземних фахівців.
«Простір літер» спрямований на аналіз творчого надбання минулого та пошук сучасного стилю каліграфії, типографії та шрифтового дизайну. Частиною фестивалю є виставки сучасних авторів та майстрів минулого. В рамках події відбуваються практичні заняття та експерименти: джазово-каліграфічні експромти, розписи великих холстів та стін, колективна робота фахівців з різних країн.
Програму фестивалю доповнюють музичні виступи, ярмарок з сувенірною продукцією, фудкорт, майстер-класи для дітей тощо

## Історія фестивалю
Перші роки проводився у приватному творчому просторі «Innerspace» в центрі Луцька. З 2018 року відбувається на території Замку Любарта.

## Учасники фестивалю
За минулі роки у фестивалі взяли участь такі відомі експерти і фахівці:
- Андрій Шевченко — шрифтовий дизайнер (Бердянськ)
- Ігор Дудник — експерт в галузі шрифтового дизайну (Київ)
- Тарас Макар — художник-каліграф (Київ)
- Олексій Чекаль — каліграф (Харків)
- Андрій Константинов — шрифтовий дизайнер (Одеса)
- Віктор Харик — шрифтовий дизайнер — (Німеччина)
- Богдан Гдаль — шрифтовий дизайнер (Київ)
- Генадій Заречнюк — шрифтовий дизайнер (Львів)